# Qudsja Zaher
Qudsja Zaher – opera Pawła Szymańskiego, w dwóch aktach z prologiem i epilogiem, do której libretto napisał Maciej Drygas. Jej prapremiera miała miejsce w Warszawie 20 kwietnia 2013 roku.

## Osoby
- Qudsja Zaher (Astrid) – sopran
- Nauczyciel – rola mówiona
- Przewoźnik – bas
- Czterej Mężczyźni – role nieme
- pasażerowie statku, chłopcy ze Szkoły Lögsögumandrów, Topielcy, mieszkańcy Jumnety[1].

## Treść
Akcja rozgrywa się współcześnie oraz przed tysiącem lat, na Morzu Śródziemnym, a także na Bałtyku.

Libretto dokumentalisty Macieja Drygasa odwołuje się do autentycznych wydarzeń, losów emigrantów, którzy wyruszają na łodziach z całym skromnym dobytkiem w poszukiwaniu lepszego jutra. Europejskie porty i służby graniczne pozostają jednak nieubłagane. Nikt nie chce przyjąć "boat people". Pozostaje deportacja lub śmierć. Drygas przywołuje historię, której był świadkiem - przesłuchanie młodej Afganki Qudsji Zaher nielegalnie przekraczającej naszą wschodnią granicę. W operze tytułowa bohaterka rzuca się do morza. Na dnie Bałtyku znajduje się w multikulturowym tłumie, który stara się dostać się do Krainy Umarłych. Okazuje się jednak, że była już tu wcześniej (przed tysiącem lat), w poprzednim wcieleniu jako Astrid, dziewczyna pochodząca z wikińskiej osady, uciekająca przed klęską głodu. Umarła, gdy odmówiono jej pomocy w legendarnym (i bogatym) grodzie Jumneta.
Drygas, konstruując libretto, miesza te postacie. Qudsja i Astrid zaczynają mówić jednym głosem. Są symbolem powtarzalności historii. Drygas łączy wątki dokumentalne (losy Qudsji) i epickie (postać Astrid kieruje nas w stronę mitologii nordyckiej, islandzkich poematów).